# Władysław Barcikowski
Władysław Barcikowski (ur. 15 sierpnia 1916 w Merefie, zm. 25 marca 2015) – generał brygady, lekarz Wojska Polskiego.

## Życiorys

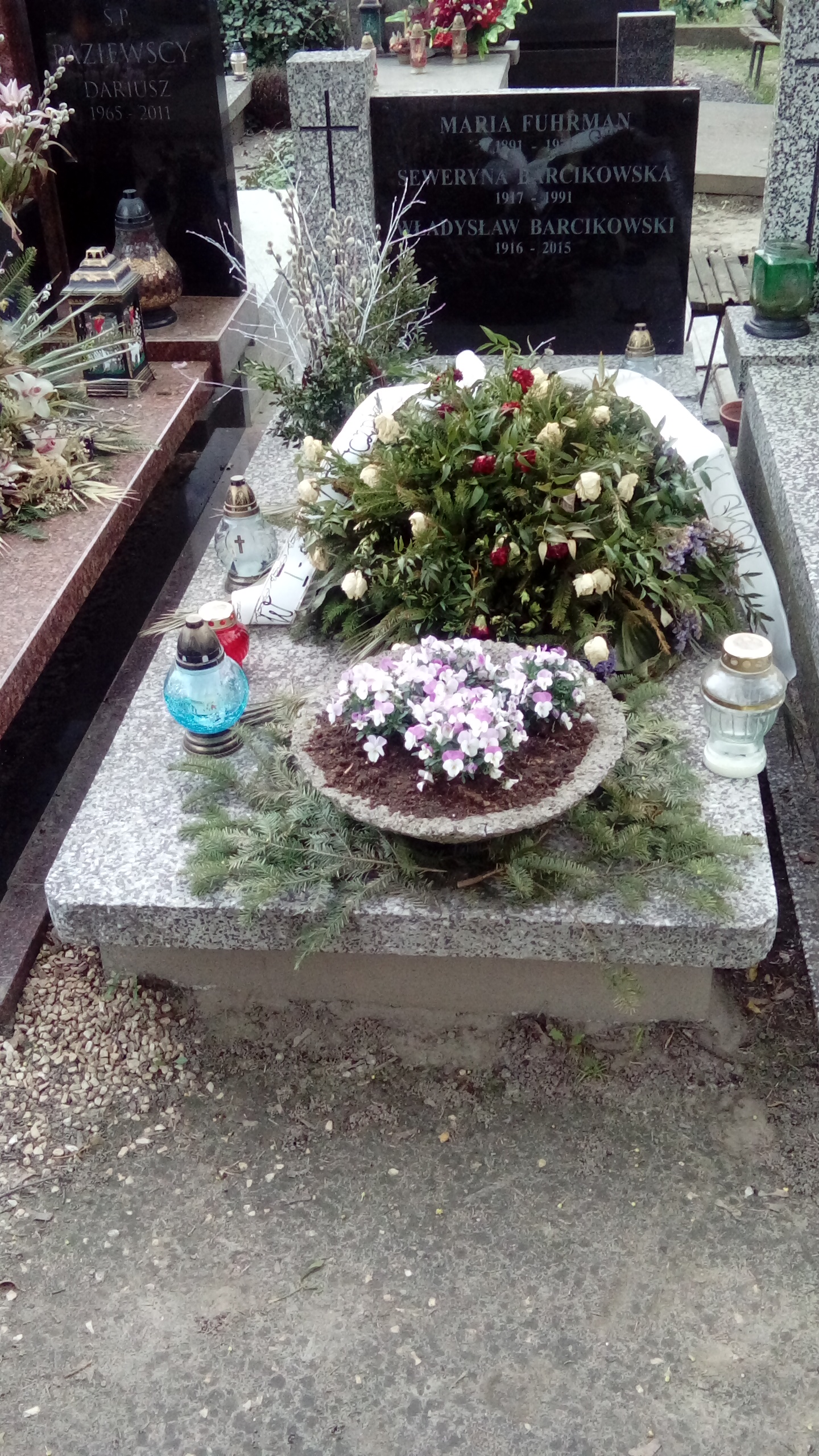
Grób Władysława Barcikowskiego na Cmentarzu wojskowym na Powązkach

Władysław Barcikowski urodził się 15 sierpnia 1916 roku w Merefie na Ukrainie, w rodzinie Wacława Barcikowskiego i Antoniny Bałakirew (1894–1985). W czasie okupacji działał w podziemiu. Ukończył prywatne Gimnazjum Męskie im. Tomasza Niklewskiego w Warszawie, gdzie uzyskał maturę w 1934 roku.
W czerwcu 1949 roku zorganizował od podstaw 250 Szpital Wojskowy w Dziwnowie, do którego zostali ewakuowani greccy partyzanci DSE, po klęsce w górach Grammos, w trakcie ostatniej z bitew wojny domowej w Grecji. Był to wówczas pierwszy tak duży szpital chirurgii wojennej i rehabilitacji na terenie Polski. Pełnił w nim funkcję zastępcy komendanta szpitala do spraw lecznictwa-naczelnego lekarza.
Na przełomie 1951 i 1952 habilitował się na podstawie pracy Zagadnienia równowagi statyczno-dynamicznej przy wrodzonym zwichnięciu stawu biodrowego, ogłoszonej w „Lekarzu Wojskowym”. Promotorem pracy był prof. Wiktor Dega. W 1964 został mianowany komendantem Wojskowego Instytutu Medycyny Lotniczej.
W 1967 został mianowany szefem Służby Zdrowia WP – zastępcą Głównego Kwatermistrza WP. W tym samym roku został mianowany generałem brygady i profesorem nadzwyczajnym.
Po odejściu z wojska w 1973 został pełnomocnikiem do spraw eksperymentów pseudomedycznych w obozach koncentracyjnych. Instytucję tę powołano w celu rozdzielenia sumy 100 milionów marek przyznanych przez Republikę Federalną Niemiec ofiarom eksperymentów przeprowadzanych na więźniach obozów koncentracyjnych. Pracę tę kontynuował do 1976. Pracował w spółdzielni lekarskiej w Warszawie od 1976 do 1995. W trakcie długoletniej pracy lekarskiej uzyskał tytuł lekarza specjalisty w zakresie ortopedii z chirurgią urazową oraz specjalizację II stopnia w zakresie organizacji ochrony zdrowia.
Odznaczony i wyróżniony m.in. Krzyżem Oficerskim Orderu Odrodzenia Polski w 1954, Orderem Sztandaru Pracy II klasy w 1968, Złotym Medalem Siły Zbrojne w Służbie Ojczyzny w 1973, Złotym Medalem „Za zasługi dla obronności kraju” w 1973, północnokoreańskim Orderem Flagi Narodowej III stopnia w 1953, chińskim Medalem Chińskiej Republiki Ludowej w 1953.
Zmarł w wieku 98 lat. Pochowany na wojskowych Powązkach (kwatera A-2-29(61)). Ojciec Andrzeja Barcikowskiego.

## Awanse
W trakcie wieloletniej służby w ludowym Wojsku Polskim otrzymywał awanse na kolejne stopnie wojskowe:
- porucznik – 1948
- kapitan – 1949
- major – 1950
- podpułkownik – 1954
- pułkownik – 1958
- generał brygady – 1967